# جون جيمس روبنسون
جون جيمس روبنسون هو سياسي كندي، ولد في 1811، وتوفي في 1874 في كندا.